# Джон Леман
Джон Ф. Леман-молодший (англ. John F. Lehman Junior; нар. 14 вересня 1942, Філадельфія, Пенсільванія) — американський політик, міністр ВМС США при президентові Рональді Рейгані з 1981 по 1987. Є двоюрідним братом Грейс Келлі.

## Біографія
Він навчався у La Salle College High School, а потім в Університеті Пенсильванії. Працював у Резервному командуванні ВПС протягом трьох років. Також Леман був головою ради директорів Technology Solutions Inc. і почесним членом Першого десанту Міської кавалерії Філадельфії.